# Rawlins, Wyoming
Rawlins, Wyoming là một thành phố thủ phủ của quận Carbon trong bang Wyoming, Hoa Kỳ. Thành phố có tổng diện tích 7,4 km², trong đó diện tích đất là 7,4 km². Theo điều tra dân số Hoa Kỳ năm 2000, thành phố có dân số 8538 người. 
Theo Cục Điều tra Dân số Hoa Kỳ, thành phố có tổng diện tích là 7,4 dặm vuông (19,2 km ²), tất cả nó đất.
Thành phố nằm ở khu vực có độ cao khoảng 6.800 feet (2.073 m) trên mực nước biển.
Rawlins có "khí hậu bán khô hạn (phân loại khí hậu Köppen BSK).